# Stazione di Novara
La stazione di Novara è la principale stazione ferroviaria della città di Novara, posta sulla linea Torino-Milano; da essa si diramano le linee per Alessandria, per Arona, per Biella, per Domodossola, per Luino (sospesa al servizio passeggeri) e per Varallo (quest'ultima chiusa al traffico commerciale).

## Storia
La stazione entrò in funzione il 3 luglio 1854 con l'apertura del secondo tronco fra Mortara e Novara della linea Alessandria-Novara. Successivamente la stazione fu ampliata con l'apertura di altre linee.
Fra il 2013 e il 2016 furono attuati lavori di ammodernamento degli spazi commerciali e degli impianti con innalzamento di alcune banchine.
Dal 12 dicembre 2013 fu sospeso il servizio viaggiatori sulla tratta Luino-Novara.
Dal 15 settembre 2014 fu sospeso il servizio viaggiatori sulla tratta Varallo-Novara , limitando la linea al solo traffico merci nella tratta Novara-Romagnano Sesia. In occasione di Expo 2015, l'intera linea fu riutilizzata dai treni storici a partire dal 24 maggio, per condurre i turisti da Milano a Varallo Sesia e da allora divenne una ferrovia turistica.
Tra il 2020 e il 2024 sono stati eseguiti lavori per la costruzione di due nuove banchine rialzate e collegate al sottopasso a servizio dei binari 9 e 10, con la contestuale soppressione dell’ottavo binario, e dei binari 11 e 12, in sostituzione dei marciapiedi accessibili con attraversamento a raso utilizzati per i binari 8, 9 e 10. 

## Strutture e impianti

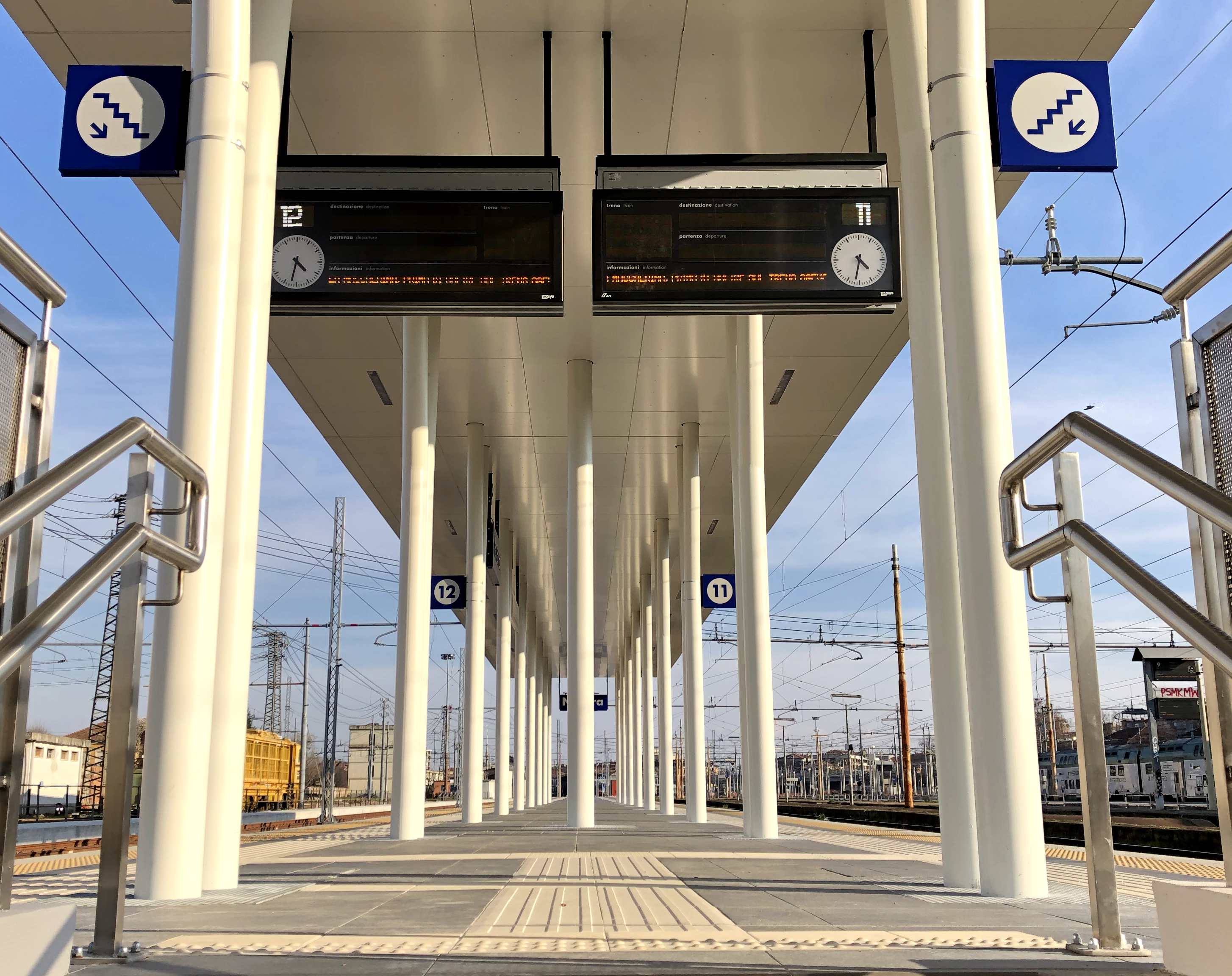
La banchina a servizio dei binari 11 e 12

I binari dedicati al servizio viaggiatori sono complessivamente dodici, undici passanti e uno tronco, due binari tronchi (6A e 6B) sono stati soppressi nel 2024. A questi si aggiungono gli ultimi tre binari riservati allo stazionamento dei treni e alle manovre. Tutte le banchine sono coperte da pensiline in cemento o metallo e raggiungibili tramite scale e ascensori direttamente dal sottopassaggio. I binari dal primo al secondo, dal quinto al dodicesimo e i tronchi sono destinati ai treni che hanno origine e termine corsa nella stazione; il terzo e il quarto sono i binari di corretto tracciato della linea Torino-Milano.

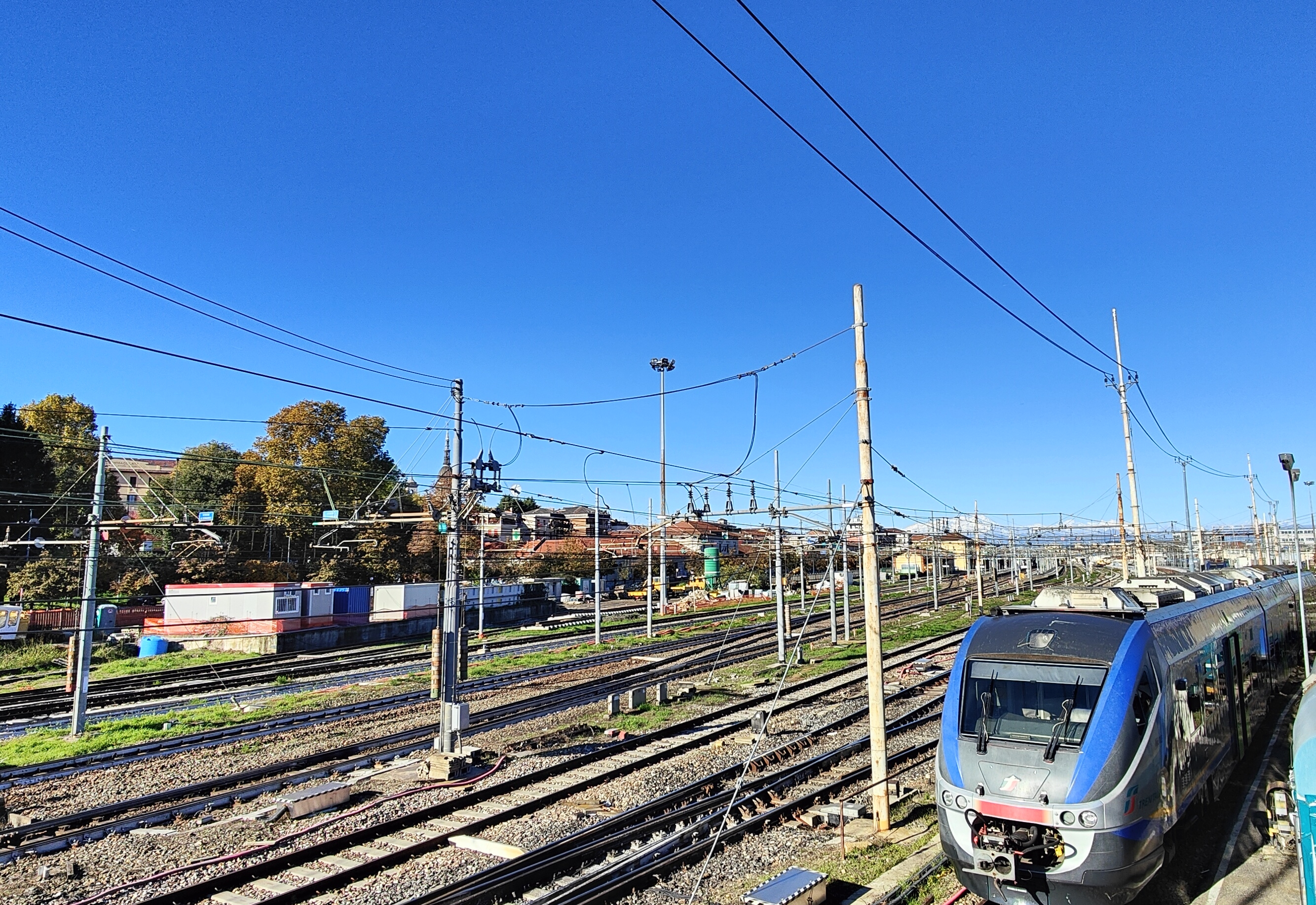
Piazzale binari visto dal Cavalcavia Porta Milano

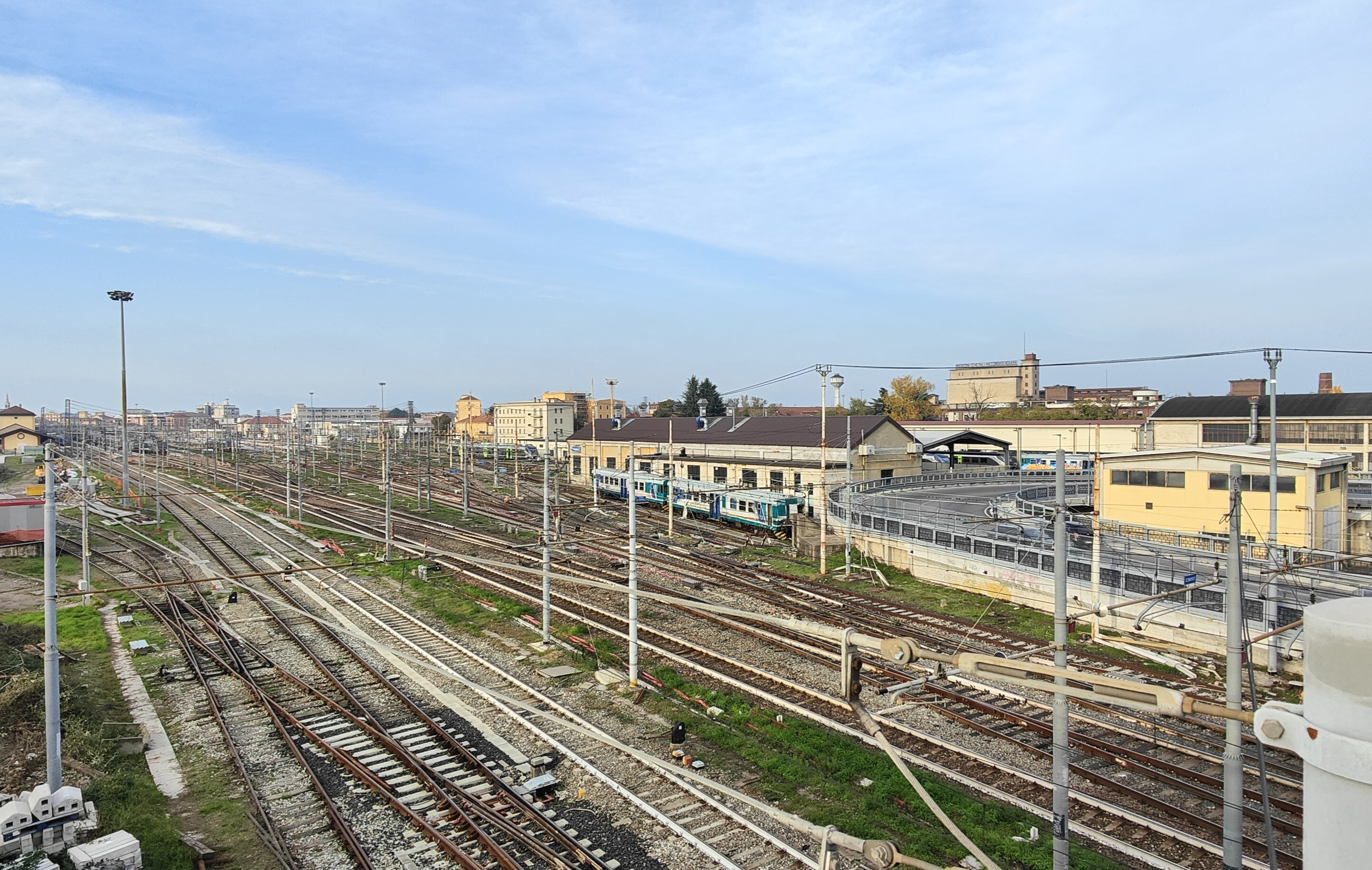
Altro lato: vista panoramica sul piazzale dal Cavalcavia in direzione del centro di Novara (nov.2022)

I treni merci che hanno origine o destinazione nel capoluogo piemontese non entrano nel fascio principale della stazione ma vengono indirizzati nella stazione di Novara Boschetto tramite due raccordi che si diramano dalle radici nord e sud. Inoltre, sul raccordo posto a nord, sorge la stazione di Novara Nord, gestita da Ferrovienord, capolinea della ferrovia Saronno-Novara.

## Movimento
È servita da tre operatori ferroviari: Trenitalia, Trenord e SNCF Voyages Italia. Il traffico è prevalentemente di carattere regionale e interregionale.
La stazione è capolinea del servizio ferroviario suburbano di Milano, linea S6 (Novara-Pioltello Limito-Treviglio).
Il traffico merci è caratterizzato dalla presenza del CIM e del correlato servizio di Autostrada Viaggiante verso il Nord Europa.

## Servizi
L'impianto è classificata da RFI nella categoria gold.
Ciascun marciapiede è fornito da un sottopasso pedonale, il cui è fornito di un ascensore per ogni banchina.
La stazione dispone di:
- Biglietteria a sportello
- Biglietteria automatica
- Sala d'attesa
- Servizi igienici
- Posto di polizia ferroviaria
- Ufficio informazioni turistiche
- Ufficio postale
- Ristorante

## Interscambi
- Stazione taxi
- Fermata autobus
- Stazione ferroviaria (Novara Nord)